# 田村左右
田村 左右（たむら そう）は、江戸時代後期の平戸藩士。幕末には京都留守居を務めた。

## 出自
初代田村信濃は陸奥国出身で、近江国蒲生郡に移住し、3代文右衛門が寛文2年（1662年）松浦鎮信（重信）に300石で仕え、江戸留守居役を務めた。父相馬は7代目で、左右は8代目。

## 略歴
文化5年（1808年）平戸藩士田村相馬の子として誕生。幼名は竜助。幼少より関口流・扱心流柔術を学んで師範役となったほか、山鹿流兵学を学んで高弟となり、漢学にも通じた。
文化13年（1816年）中老嫡子格として松浦熈に出仕した。文政7年（1824年）家督相続して近習となり、文政8年（1825年）以降参勤交代に従い江戸と平戸を往復した。天保6年（1835年）物頭並、小納戸頭、天保11年（1840年）御用人。天保12年（1841年）松浦曜に代替わりすると、天保14年（1843年）側用人となり、嘉永4年（1851年）小姓組預に転じた。安政5年（1858年）松浦詮に代替わりすると、安政6年（1859年）郡奉行を命じられ、勘定奉行を兼務した。
慶応3年（1867年）2月京都留守居として上京し、非常時に備えて米1,2斗俵・軍用金を備蓄し、京都御所警衛のため藩兵を上京させて自己の指揮下に置くことを求めた。10月大政奉還により藩主の上京を命じる勅書を受けると、同僚浅山純尹と共に西行して藩主のもとに届けた。12月7日諸藩重臣の召集に応じて純尹と参内し、長州藩の処遇、条約再締結のため上京を訴える諸外国の応対について伝奏・議奏の下問に回答した。8日御所で不穏な動きがあると、純尹と藩兵を率いて台所門から中山忠能邸に駆け付け、純尹は台所門、自身は御所内で警衛に当たり、13日引き揚げた。
慶応4年（1868年）3月3日明治天皇の二条城行幸、4月7日大坂からの還幸に藩主と供奉し、同月藩主と帰郷した。明治2年（1869年）1月参政となったが、12月依願退職し、11月62歳で病死した。